# جوزيف إي. تالبوت
جوزيف إي. تالبوت (بالإنجليزية: Joseph E. Talbot)‏ هو محامي وقاضي وسياسي أمريكي، ولد في 18 مارس 1901 في ناوغاتوك في الولايات المتحدة، وتوفي في 30 أبريل 1966 في واشنطن العاصمة في الولايات المتحدة. حزبياً، نشط في الحزب الجمهوري. وقد انتخب أمين صندوق الدولة ‏ وانتخب عضو مجلس النواب الأمريكي.